# 金毛拉布拉多尋回犬
金毛拉布拉多尋回犬（英語： 或 ），是一种由纯种拉布拉多猎犬和纯种金毛尋回犬繁殖的而成的混種犬。金毛拉布拉多尋回犬可擔當导盲犬，搜救犬和毒品侦查犬。作为社交犬和易于训练的犬类，金毛拉布拉多尋回犬也越来越受欢迎。
就像拉布拉多犬一样，金毛拉布拉多尋回犬的顏色可以很多樣化。金毛拉布拉多尋回犬是一種大型运动犬，高度為54－60厘米，通常重60到80磅。
这种类型的狗足够聪明和灵敏，可以与反毒品和炸弹侦查队一起工作。

## 名稱
「Goldador」这个名字是「金毛寻回犬（golden）」和「拉布拉多犬（Labrador）」一词的组合词 ，有時也被称为。

## 健康
金毛拉布拉多尋回犬的一些常见健康问题包括髋关节，肘关节关节炎，眼睛问题，亦可能会继承其父母中的任何健康问题。